# إلهة الأرض

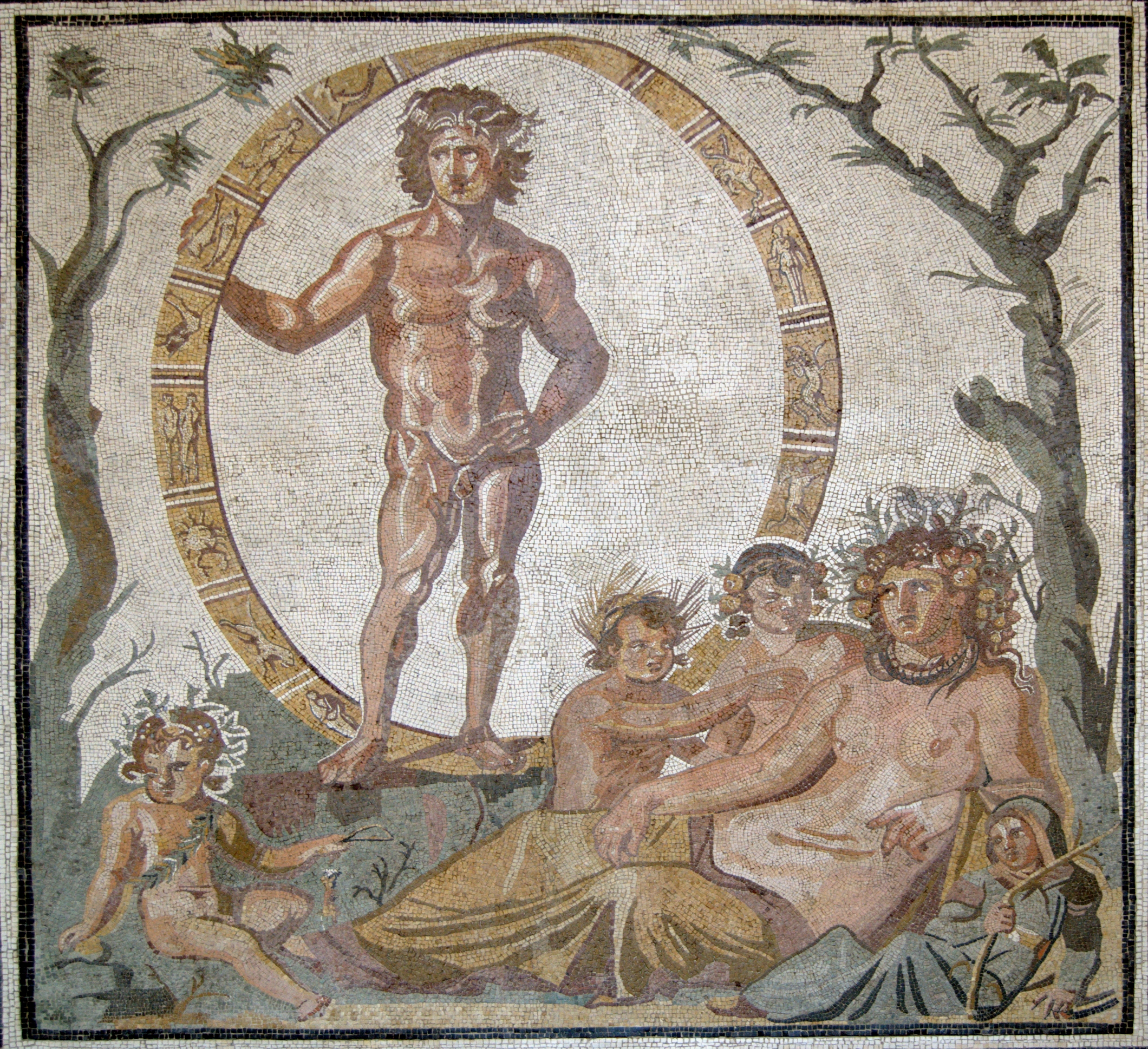

إلهة الأرض (بالإنجليزية: Earth Goddess)‏ انتشرت عبادة الآلهة الأنثى في مناطق واسعة من العالم القديم والشرق الأدنى؛ لأنها تمثل قوة الخصوبة في الطبيعة، وفی ذلك إسقاط للنموذج الأنثوي الأصلي عليها، وتعددت أسماؤها: فهى عند اليونان جبا رجی، دريا، وديمتر، وفي الشرق اللات، وسبيل، ثم أصبحت عند اليونان في آرجوس Argos وهيرا Hera (أي السيدة) التي حلت محل دیونی Dione زوجة لزيوس، وكان اسمها في دلفی xe أو الأرض، كانت لها عراقة قديمة. وفي ألوسيس كان اسمها أيضا الأم ديمتر -De meter (ويقال إن مقطع متر Meter في اسمها مشتق من ماتر Mater بمعنى الأم)، وفي تفسيرات القدماء أن دى هي صيغة من جی الأرض، وبذلك يكون معناها أمنا الأرض أو الأرض الأم. 